# Castela emoryi
Castela emoryi là một loài thực vật có hoa trong họ Thanh thất. Loài này được (A.Gray) Moran & Felger mô tả khoa học đầu tiên năm 1968.

## Hình ảnh

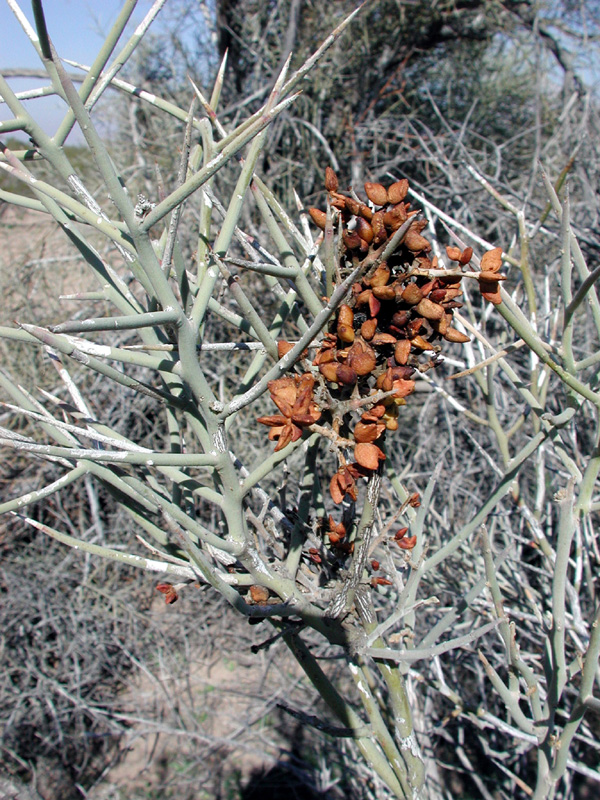